# テラモーターズ
テラモーターズ株式会社 (Terra Motors Co., Ltd.) は、日本の電気自動車製造会社で、二輪・三輪車などの製造・販売を行っている。
本社は東京都港区に置かれ、インドにて、支社が置かれている。売上の９割以上が海外での売上を占め、従業員比率も外国人比率が９割を超えている。
日本では珍しいグローバル完全競争下で事業を行うベンチャー企業。
2016年には別会社として小型無人機事業を主とするTerra Drone株式会社を設立。2022年にはEV充電インフラ・エネルギー事業のテラチャージを開始。2024年2月に新設分割。2024年11月29日 - 別会社のTerra Drone株式会社（小型無人機事業）が東京証券取引所グロース市場に上場。

## 沿革
- 2010年4月 - 徳重徹がテラモーターズ株式会社設立。
- 2010年10月 - 電動バイクSEEDシリーズ販売開始。
- 2010年11月 - eco japan cup 2010(主催：環境省)にて敢闘賞受賞。
- 2011年1月 - プロトコーポレーションと事業提携。
- 2011年3月 - みずほキャピタル株式会社他より1億700万円調達。
- 2011年10月 - 2億2100万円を資金調達。
- 2013年3月 - フィリピン市場向けに開発した電動三輪タクシーのプロトタイプを発表[5][6]。
- 2013年7月10日 - iPhoneとの連動機能を備えた電動スクーター「A4000i」を発表[7][8]。
- 2013年11月 - フィリピンにて電動トライクの「T4」を発表[9]。
- 2014年1月28日 - インドにて高級電動オートバイ「極（Kiwami）」を発表[10]。
- 2014年2月 - ニューデリーオートエクスポに「A4000i」、「T4」、「極」の3車種を出展[11]。
- 2016年 - ドローン事業に参入、Terra Drone株式会社を設立。
- 2018年11月 - オーストラリアのドローン関連企業「C4D Intel」を買収[12]。
- 2019年10月 - 上田晃裕が代表取締役社長に就任。
- 2021年7月 - 金融子会社のテラファイナンスを設立[13]。
- 2022年4月 - 電気自動車向けの充電インフラ事業に参入[14]。
- 2022年12月 - 本田圭佑のファンドのKSK Angel Fund より出資を受ける。
- 2023年6月 - 大阪ガスなどから40億円資金調達したと発表[15]。
- 2023年6月27日 - エクシオグループと業務提携したことを発表[16]。
- 2023年11月 - 事業成長と組織拡大に伴い、浜松町ビルディングへ移転。
- 2024年2月 - Terra Motors 株式会社を新設分割をして、新設会社にEV事業の資産を継承。（旧）Terra Motors はTerra Charge株式会社 に社名変更して、EV充電インフラ事業を継続。
- 2024年11月29日 - 別会社のTerra Drone株式会社（小型無人機事業）が東京証券取引所グロース市場に上場。[4]

## 車種
電動スクーター
- A4000i

一般用電動バイク
- SEED48
- SEED60

業務用電動バイク
- BIZMO
- BIZMO PRESS

電動トライク
- T4